# Pepita Teixidor
Josefa Teixidor Torres, conocida como Pepita Teixidor (Barcelona, 17 de noviembre de 1865-ibídem, 8 de febrero de 1914) fue una acuarelista y pintora española, que también cultivó técnicas como la aguada y el óleo.

## Nacimiento y formación
Pepita Teixidor nació en Barcelona en 1865, en el seno de una familia acomodada y amante de la pintura. Su padre, ingeniero industrial, se dedicó a la pintura cuando se retiró del negocio que tenía de fabricación de luces metálicas; su empresa participó en la instalación del alumbrado público de España. 
Sus dos hermanos Modest y Josep, también pintaban y fueron sus primeros maestros, junto con su padre José Teixidor y el pintor Francesc Miralles. Desde sus inicios se dedicó a la acuarela y la pintura de flores, técnica y género tradicionalmente considerados femeninos, a pesar de que su hermano mayor le insistiera para que se dedicara al retrato. También utilizó otras técnicas como la aguada y la pintura al óleo.

## Obra y exposiciones
Las flores eran su gran pasión, y las inmortalizó en su gran variedad y sobre múltiples soportes como telas, panes o abanicos. Sus obras por lo general, eran de tamaño mediano, y en ocasiones utilizó soportes redondos u ovalados. Su clientela habitual era la burguesía barcelonesa de la época, pero su fama y su prestigio transcendieron los límites de la ciudad condal, e incluso la reina María Cristina compró obras suyas.
Además de la pintura, Pepita Teixidor también cultivo la música y el canto. Formó parte del grupo de mujeres que lucharon para poder exponer su obra en las galerías que habitualmente solo exponían artistas masculinos, en este grupo encontramos otras pintoras destacadas de la época como Lluïsa Vidal, Visitación Ubach, Antònia Ferreras Bertran y Maria Lluïsa Güell. 
Su talento y su fama la llevaron a exponer por varias ciudades europeas e incluso de América.  Participó en la Exposición Universal de París de 1900, y en dicha ciudad fue nombrada socia honoraria de  la Union des Femmes Peintres et Sculpteurs, y en 1912 de la Union Internationale des Beaux Arts et Lettres. En 1900, junto con Lluïsa Vidal, Antonia Farreras, Juan Soler y Serafina Ferrer participó en la XVI Exposición de Bellas Artes Extraordinaria de Barcelona. Expuso en la Sala Parés de Barcelona en 1908, 1914 y 1916.  Participó en las Exposiciones Nacionales de Madrid, París y México, y en 1910 ganó la medalla de oro en la Exposición Nacional de Bruselas.

## Reconocimiento

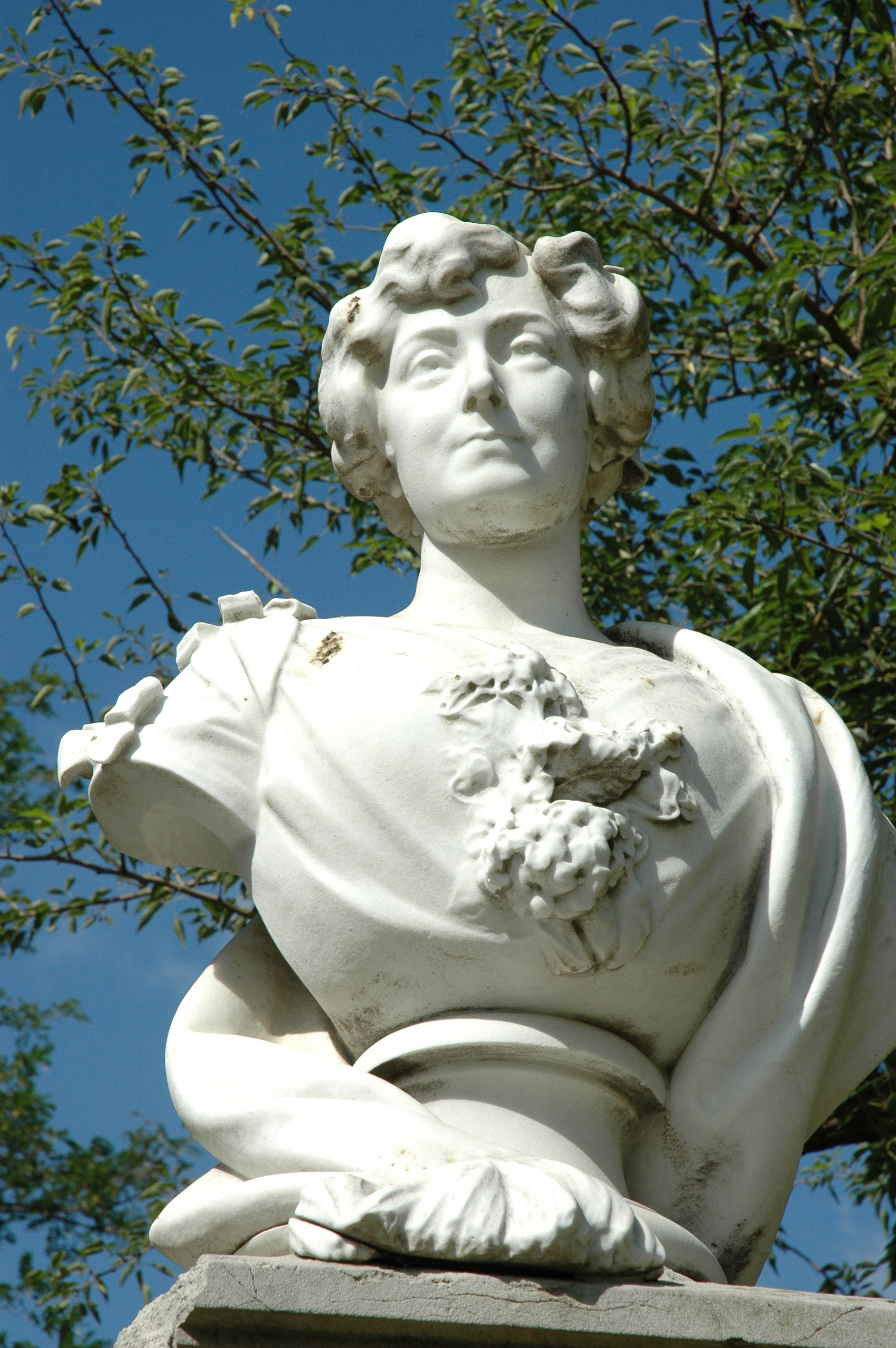
Estatua de Pepita Teixidor en el Parque de la Ciudadela, obra de Manuel Fuxá.

Como consecuencia de una grave enfermedad, murió en Barcelona el 1914. Sus restos fueron enterrados en el Cementerio de Montjuïc. Fue la primera mujer que tuvo un monumento en la ciudad de Barcelona. Un grupo de mujeres a través de la revista Feminal, llevó a cabo una serie de iniciativas para poder erigir un monumento en su memoria. Así pues recaudaron un total de 300 obras de diferentes artistas del momento con las que se realizó una tómbola benéfica. Manuel Fuxá fue el encargado de realizar un busto en mármol blanco dispuesto en una peana. La escultura incluye los atributos de profesión de Pepita Teixidor, unos pinceles y unas flores. El monumento se encuentra todavía hoy en el Parque de la Ciudadela de Barcelona. Dolors Monserdà le dedicó el libro de cuentos Noche de Luna con ilustraciones de la pintora modernista Lluïsa Vidal.
Para conmemorar el centenario de su muerte, en septiembre de 2014, el Grupo de Historia de las Mujeres de Barcelona organizó la exposición "Pepita Teixidor y su mundo", y una conferencia con el mismo título para dar a conocer la vida y la obra de la pintora.